# Parastilbe
Parastilbe is een geslacht van weekdieren uit de klasse van de Gastropoda (slakken).

## Soort
- Parastilbe acuta (Jeffreys, 1884)